# Chlorophytum nubicum
Chlorophytum nubicum är en sparrisväxtart som först beskrevs av John Gilbert Baker, och fick sitt nu gällande namn av Shakkie Kativu. Chlorophytum nubicum ingår i släktet ampelliljor, och familjen sparrisväxter. Inga underarter finns listade i Catalogue of Life.